# Ålgård Fotballklubb
Il Ålgård Fotballklubb è una società calcistica norvegese con sede nella città di Ålgård. Milita nella 3. divisjon, quarta divisione del campionato norvegese. Il club giocò nella Hovedserien per molti anni dopo la seconda guerra mondiale. Successivamente disputò, prevalentemente, dei campionati nella 3. divisjon, per raggiungere la promozione nella categoria superiore nel 2002.
Lo Ålgård è una delle maggiori società di Rogaland, con molti membri e molte squadre di sviluppo a livello giovanile. Questo ha reso possibile il fatto che, negli anni, molti talenti militassero con questa maglia. Così, quando il Bryne raggiunse la promozione nella massima divisione norvegese nel 1975, molti calciatori dello Ålgård si trasferirono lì. La città di Bryne, infatti, dista circa 16 chilometri da Ålgård.

## Storia
Lo Ålgård si fece conoscere a livello nazionale nella Norgesserien 1938-1939. Il club si trovava in vetta al girone B del Distretto V fino all'ultima partita della stagione, quando lo Stavanger si impose per 1-0 allo scontro diretto e scavalcò lo Ålgård. Il miglior risultato nella Norgesmesterskapet arrivò nell'edizione del 1939, con la formazione che giunse fino al quarto turno, quando fu eliminata dal Drafn. Nel 1949 la squadra giocò tutti i propri incontri casalinghi a Sandnes, poiché lo stadio stava subendo un ampliamento. Alla riapertura dell'impianto, nel settembre 1950, accorsero 2.000 spettatori per seguire la sfida contro il Mjøndalen.
Negli anni cinquanta, il club subì un rapido declino. Perse infatti il posto nella Hovedserien e, nonostante delle buone prestazioni nella coppa nazionale, non riuscì a tornare nella massima divisione. Lo Ålgård scivolò così nelle serie inferiori, dove rimase per molti anni. Nel 2002, riconquistò la promozione nella 2. divisjon.

## Palmarès

### Altri piazzamenti
- 2. divisjon:

Terzo posto: 2009 (gruppo 3)
- 3. divisjon:

Terzo posto: 2015 (gruppo 5)